# 山岸真璃子
山岸 真璃子（やまぎし まりこ、本名：山口 智子、1969年1月20日 - ）は、日本の女性タレント。東京都出身。
1989年に11PMのカバーガール「イレックス（小谷ゆみを始め、飯島直子らが在籍していた全8人のグループ）」のメンバーとしてプレ・デビュー。
1990年にテイジンの水着キャンペーンガールとしてデビューし、グラビア等で活躍。
血液型A型。身長169cm。バスト89cm、ウエスト60cm、ヒップ89cm（1990年当時）。

## 主な活動

### テレビ
- ゲーム数字でQ （NHK）
- 11PM （日本テレビ） - 金曜。イレックス

### CM
- ヤマト運輸 クロネコヤマト伝言FAX （1991年）
- JR西日本 TiS
- サントリー キールロワイヤル

### ビデオ映画
- 時間よ止まれ （1992年 にっかつビデオ）

### イメージビデオ
- スコラ nu! （1990年 スコラ）
- スーパーハイレグ90 - オムニバス
- 金曜日11PMの女たち 上・下 - オムニバス
- アイドル黄金伝説 山岸真璃子 - 「スコラ nu!」の再発

### 写真集
- 北回帰線 （1990年 TIS）